# جودي غارلند
جودي غارلند (بالإنجليزية: Judy Garland)‏ (اسمها عند الولادة فرانسيس إثيل غام؛ 10 يونيو 1922 - 22 يونيو 1969) هي مغنية وممثلة وفنانة فوديفيل أمريكية راحلة. كانت تشتهر بطبقة غنائها الكونترالتو ونالت النجومية الدولية التي استمرت طوال مسيرتها التي امتدت لأكثر من 40 عاما كممثلة في الأفلام الموسيقية والدرامية، ومغنية أصدرت عديد التسجيلات وغنت في المسارح والحفلات الموسيقية.
بدأت غارلند تغني في الفودفيل مع أختيها الكبيرتين، ووقعت مع مترو غولدوين ماير في سن المراهقة. قدمت أكثر من اثني عشر فيلما مع الشركة، بما في ذلك تسعة مع ميكي روني. وكان أشهر أدوار غارلند هو دور دوروثي في فيلم ساحر أوز (1939). وشملت أدوارها الأخرى في إم جي إم «قابلني في سانت لويس» (1944)، فتيات هارفي (1946) عرض عيد الفصح (1948). بعد 15 عاما، تم تحريرها من عقد الاستوديو واتجهت إلى الغناء. حققت رقما قياسيا في الحفلات الموسيقية، وبدأت مسيرة ناجحة في تسجيل الأغاني، وبدأت مسلسلها التلفزيوني الذي ترشح لجائزة إيمي. وبدأ ظهورها في الأفلام يقل في سنواتها الأخيرة، ولكنه تضمن عرضي ترشحها لجوائز الأوسكار في فيلم «ولدت نجمة» (1954) وحكم في نورمبرغ (1961).
حصلت غارلند على جائزة غولدن غلوب، وجائزة أكاديمية الأحداث، وجائزة توني الخاصة، وأصبحت أول امرأة وأصغر فائز في جائزة سيسيل بي ديميل لإنجازات الحياة في صناعة السينما، وذلك عن عمر التاسعة والثلاثين. كانت أول امرأة تفوز بجائزة غرامي لألبوم السنة لتسجيلها الحي «جودي في قاعة كارنيجي». في عام 1997، منحت غارلند جائزة غرامي لإنجاز العمر، وتم إدخال العديد من تسجيلاتها في قاعة غرامي للمشاهير. في عام 1999، وضعها معهد الفيلم الأمريكي بين أفضل 10 نجوم من السينما الأمريكية الكلاسيكية.
عانت غارلند منذ سن مبكرة في حياتها الشخصية، حيث خضعت لجلسات نفسية في سن الثامنة عشرة بسبب ضغوط النجومية في سن المراهقة. وقد تأثرت صورتها عن نفسها من المديرين التنفيذيين الذين قالوا إنها غير جذابة وتلاعبوا بمظهرها على الشاشة. كما عانت من المشاكل المالية، وفي أحيان كثيرة كانت تدين بمئات آلاف الدولارات في شكل ضرائب رجعية. تزوجت غارلند خمس مرات، وانتهت الزيجات الأربع الأولى بالطلاق. كما عانت طويلا من إدمان المخدرات والكحول، مما أدى في النهاية إلى وفاتها بجرعة زائدة من الباربيتورات في سن السابعة والأربعين.

## مواقع خارجية
- جودي غارلند على موقع IMDb (الإنجليزية)
- جودي غارلند على موقع ميتاكريتيك (الإنجليزية)
- جودي غارلند على موقع الموسوعة البريطانية (الإنجليزية)
- جودي غارلند على موقع روتن توميتوز (الإنجليزية)
- جودي غارلند على موقع مونزينجر (الألمانية)
- جودي غارلند على موقع قاعدة بيانات الأفلام العربية
- جودي غارلند على موقع ألو سيني (الفرنسية)
- جودي غارلند على موقع ميوزك برينز (الإنجليزية)
- جودي غارلند على موقع تيرنر كلاسيك موفيز (الإنجليزية)
- جودي غارلند على موقع أول موفي (الإنجليزية)